# Eucharist
Eucharist — шведская метал-группа, основанная в 1989 году. Коллектив значительно повлиял на формирование мелодичного дэт-метала. В 1998 году Eucharist распались, но в 2016 году воссоединились и вернулись к концертной деятельности.

## История
В создании первого альбома Eucharist, A Velvet Creation (1993), принимали участие Маркус Йонсон (вокал, гитара), Томас Эйнарсон (гитара), Тобиас Густафссон (бас-гитара) и Даниэль Эрландссон (ударные), в то время как второй альбом, Mirrorworlds (1997), был записан трио — Йонссон, Эрландссон, и бас-гитарист Мартин Карлссон. Как одна из многочисленных групп, участвующих в создании мелодичного дет-метала, теперь известного как Гётеборгская сцена, Eucharist не особенно удачно справились с жесткой конкуренцией своей эпохи, в результате чего участники в конечном счёте разошлись по другим группам. В частности, первый бас-гитарист Густафссон присоединился к пауэр-метал группе Armageddon, а барабанщик Эрландссон работал в тогдашними лидерами Гётеборгской сцены In Flames, прежде чем окончательно присоединиться к Arch Enemy.
Eucharist была основана в Веддиге (sv:Veddige), в небольшом городке в 40 км от Гётеборга, примерно в 1989 году, демозапись выпущенная в 1992 году, Greeting Immortality, стала классикой в металлическом андеграунде. В том же году, Obscure Plasma Records выпустила EP Greeting Immortality (без согласия группы), а в 1993 году группа записала песню под названием «The View» для сборника Deaf Records (Peaceville Records) — Deaf Metal Sampler. После этого группа внезапно распалась.
Но вскоре после этого Wrong Again Records попросили их воссоединиться и подписать контракт, что они и сделали. Eucharist записали свой первый альбом A Velvet Creation, который был выпущен в 1993 году.
Eucharist вновь распалась, и некоторые члены группы начали играть в других группах. Эрландссон, например, играл на барабанах на двух треках In Flames «ЕР Subterranean». В 1996 году Йонсон и Эрландссон вновь стали работать как Eucharist и по контракту с WAR Music (бывш. Wrong Again Records) записали альбом, Mirrorworlds, выпущенный в 1997 году. Но, после короткого тура в начале 1998 года, группа снова распалась.
В 2001 году A Velvet Creation был переиздан на Regain Records на CD и виниле. В 2011 году на виниле впервые был выпущен Mirrorworlds.
В 2016 году группа воссоединилась.

## Дискография

### Альбомы
- A Velvet Creation − 1993, 2001 (переиздание)
- Mirrorworlds − 1997, 2003 (переиздание)

### EP и демо
- Rehearsal − 1991 (демо)
- Greeting Immortality − 1992 (EP)
- Demo '92 − 1992 (демо)
- A Velvet Creation − 1993 (демо)